# Damernas 81 kg i tyngdlyftning vid olympiska sommarspelen 2024
Damernas tyngdlyftning i 81-kilosklassen vid olympiska sommarspelen 2024 hölls den 10 augusti 2024 i Paris Expo Porte de Versailles i Paris i Frankrike.

## Rekord
Innan tävlingens start gällde följande rekord.
| Världsrekord     | Ryck   | Världsstandard      | 127 kg | —           |                  |  |
| Världsrekord     | Stöt   | Liang Xiaomei (CHN) | 161 kg | Doha, Qatar | 12 december 2023 |  |
| Världsrekord     | Totalt | Liang Xiaomei (CHN) | 284 kg | Doha, Qatar | 12 december 2023 |  |
|                  |        |                     |        |             |                  |  |
| Olympiska rekord | Ryck   | Olympisk standard   | 122 kg | —           |                  |  |
| Olympiska rekord | Stöt   | Olympisk standard   | 150 kg | —           |                  |  |
| Olympiska rekord | Totalt | Olympisk standard   | 267 kg | —           |                  |  |

Följande nya rekord noterades under tävlingen:
| Gren   | Idrottare            | Rekord | Typ av rekord |
| ------ | -------------------- | ------ | ------------- |
| Stöt   | Sara Ahmed (EGY)     | 151 kg | 0OR0          |
| Stöt   | Solfrid Koanda (NOR) | 154 kg | 0OR0          |
| Totalt | Solfrid Koanda (NOR) | 275 kg | 0OR0          |

## Resultat
| Placering | Idrottare                    | Nation                  | Ryck (kg) | Ryck (kg) | Ryck (kg) | Ryck (kg) | Stöt (kg) | Stöt (kg) | Stöt (kg) | Stöt (kg) | Totalt   |
| Placering | Idrottare                    | Nation                  | 1         | 2         | 3         | Resultat  | 1         | 2         | 3         | Resultat  | Totalt   |
| --------- | ---------------------------- | ----------------------- | --------- | --------- | --------- | --------- | --------- | --------- | --------- | --------- | -------- |
| 1         | Solfrid Koanda               | Norge                   | 117       | 121       | 124       | 121       | 148       | 154       | 162       | 154 0OR0  | 275 0OR0 |
| 2         | Sara Ahmed                   | Egypten                 | 113       | 117       | 119       | 117       | 146       | 151       | 155       | 151       | 268      |
| 3         | Neisi Dajomes                | Ecuador                 | 118       | 118       | 122       | 122       | 145       | 145       | 151       | 145       | 267      |
| 4         | Eileen Cikamatana            | Australien              | 113       | 117       | 120       | 117       | 145       | 149       | 149       | 145       | 262      |
| 5         | Yudelina Mejía               | Dominikanska republiken | 111       | 111       | 115       | 111       | 145       | 150       | 157       | 145       | 256      |
| 6         | Kim Su-hyeon                 | Sydkorea                | 110       | 110       | 113       | 110       | 140       | 147       | 147       | 140       | 250      |
| 7         | Laura Amaro                  | Brasilien               | 105       | 110       | 110       | 105       | 130       | 135       | 140       | 135       | 240      |
| 8         | Rigina Adashbaeva            | Uzbekistan              | 100       | 103       | 105       | 105       | 125       | 131       | 136       | 131       | 236      |
| 9         | Yekta Jamali                 | Flyktingidrottare       | 95        | 99        | 103       | 103       | 124       | 128       | 133       | 128       | 231      |
| 10        | Mönkhjantsangiin Ankhtsetseg | Mongoliet               | 100       | 106       | 108       | 100       | 120       | 125       | —         | 125       | 225      |
| 11        | Ajah Pritchard-Lolo          | Vanuatu                 | 85        | 89        | 92        | 89        | 103       | 108       | 112       | 108       | 197      |
| —         | Ayamey Medina                | Kuba                    | 96        | 100       | 103       | 100       | 120       | 120       | —         | —         | 0DNF0    |
| —         | Weronika Zielińska-Stubińska | Polen                   | 106       | 106       | 107       | —         | —         | —         | —         | —         | 0DNF0    |